# Ruhi Sarıalp
Ruhi Sarıalp  (né le 15 décembre 1924 à Manisa, mort le 5 mars 2001 à Izmir) est un athlète turc, spécialiste du triple saut.

## Carrière

### Palmarès
| Date | Compétition           | Lieu      | Résultat | Performance |
| ---- | --------------------- | --------- | -------- | ----------- |
| 1948 | Jeux olympiques d'été | Londres   | 3e       | 15,02 m     |
| 1950 | Championnats d'Europe | Bruxelles | 3e       | 14,53 m     |

### Records
| Épreuve     | Performance | Lieu | Date |
| ----------- | ----------- | ---- | ---- |
| Triple saut | 15,07 m     |      | 1948 |